# Museo del biroccio

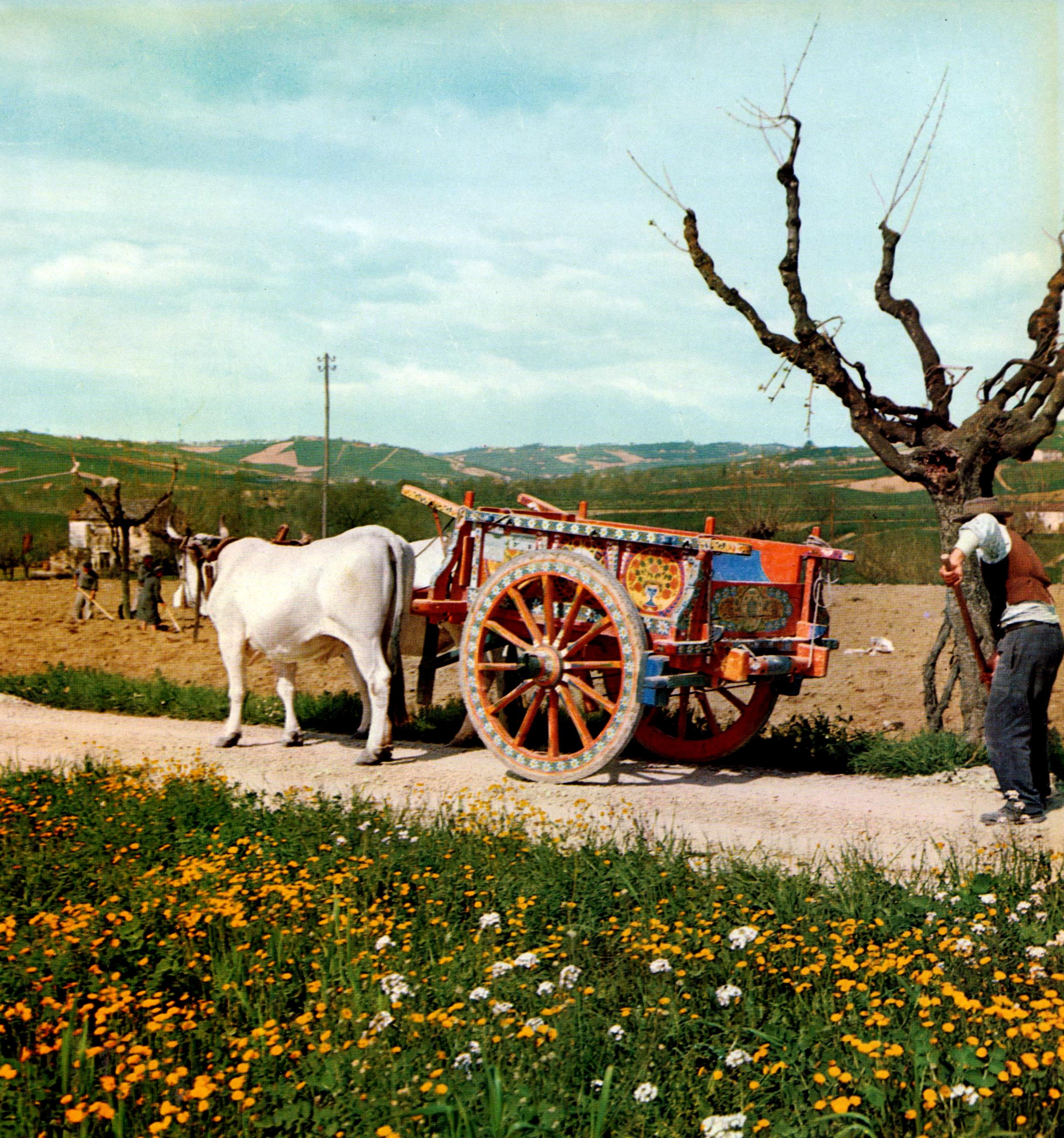
Biroccio marchigiano negli anni sessanta del Novecento

Il Museo del Biroccio di Filottrano (AN) comprende una raccolta di attrezzi di lavoro, biroccci marchigiani, gioghi intagliati, fotografie, disegni e oggetti d'arredamento. L'esposizione è ordinata geograficamente per province e per botteghe, e racchiude ben 200 pezzi, datati tra il 1888 e il 1951.
La sede del museo è collocata all'interno del palazzo Beltrami-Luchetti, una dimora storica di Filottrano.
I numerosi esemplari esposti rappresentano una testimonianza non solo di questi storici mezzi di trasporto ma anche di uno spaccato dei costumi locali, grazie alle descrizioni delle decorazioni dei birocci e la loro contestualizzazione nel folclore locale.